# Portage, Wisconsin
Portage är en liten stad Columbia County i södra Wisconsin i USA. Vid folkräkningen år 2000 bodde 9728 personer på orten. Den har enligt United States Census Bureau en area på totalt 23,4 km², varav 1,9 km² är vatten. Portage är administrativ huvudort (county seat) i Columbia County. 